# Raimond Aumann
Raimond Aumann (ur. 12 października 1963 w Augsburgu) – niemiecki piłkarz grający na pozycji bramkarza.

## Kariera klubowa
Aumann urodził się w Augsburgu. Karierę piłkarską rozpoczął w tamtejszym klubie FC Augsburg i występował tam jedynie w drużynie młodzieżowej. W 1980 roku przeszedł do Bayernu Monachium, ale początkowo nie miał szans na grę w pierwszym składzie i był rezerwowym dla Waltera Junghansa, Manfreda Müllera, a następnie Jeana-Marie Pfaffa. Dlatego też po kłopotach zdrowotnych tego drugiego w 1984 roku Raimond w końcu zadebiutował w niemieckiej Bundeslidze, a fakt ten miał miejsce 25 sierpnia w wygranym 3:1 wyjazdowym meczu z Arminią Bielefeld. Przez cały sezon bronił na przemian z belgijskim golkiperem i w 1985 roku wywalczył mistrzostwo Niemiec oraz dotarł do finału Pucharu Niemiec. W kolejnych trzech sezonach to jednak Pfaff był pierwszym bramkarzem Bawarczyków i to on w większym stopniu przyczynił się do wywalczenia mistrzostw kraju w latach 1986 i 1987, awansu do finału Pucharu Mistrzów w 1987 i wicemistrzostwa Niemiec w 1988. Po tym ostatnim sukcesie Belg odszedł do Lierse i Aumann stał się pierwszym bramkarzem Bayernu. W 1989 roku doprowadził FCB do zdobycia kolejnego tytułu mistrzowskiego, a osiągnięcie to Raimond powtarzał jeszcze w latach 1990 i 1994. Natomiast w 1991 i 1993 roku zostawał wicemistrzem Bundesligi. Po sezonie 1993/1994 odszedł z Bayernu, dla którego rozegrał 216 ligowych spotkań. Jego następcą został Oliver Kahn, który przybył do klubu latem 1994.
Nowym klubem Aumanna został turecki Beşiktaş JK. W sezonie 1994/1995 był podstawowym zawodnikiem tego klubu, wywodzącego się ze Stambułu i wywalczył z nim tytuł mistrza Turcji. W sezonie 1995/1996 doznał kontuzji stopy w jednym z testowych spotkań i pauzował przez prawie cały sezon rozgrywając w nim zaledwie 8 spotkań. Latem 1996 zdecydował się więc zakończyć piłkarską karierę.
| Klub                  | Liga                  | Sezon                 | Mecze | Bramki |
| --------------------- | --------------------- | --------------------- | ----- | ------ |
| Bayern Monachium      | Bundesliga            | 1980/81               | 0     | 0      |
| Bayern Monachium      | Bundesliga            | 1981/82               | 0     | 0      |
| Bayern Monachium      | Bundesliga            | 1982/83               | 0     | 0      |
| Bayern Monachium      | Bundesliga            | 1983/84               | 0     | 0      |
| Bayern Monachium      | Bundesliga            | 1984/85               | 20    | 0      |
| Bayern Monachium      | Bundesliga            | 1985/86               | 11    | 0      |
| Bayern Monachium      | Bundesliga            | 1986/87               | 0     | 0      |
| Bayern Monachium      | Bundesliga            | 1987/88               | 9     | 0      |
| Bayern Monachium      | Bundesliga            | 1988/89               | 34    | 0      |
| Bayern Monachium      | Bundesliga            | 1989/90               | 33    | 0      |
| Bayern Monachium      | Bundesliga            | 1990/91               | 32    | 0      |
| Bayern Monachium      | Bundesliga            | 1991/92               | 13    | 0      |
| Bayern Monachium      | Bundesliga            | 1992/93               | 32    | 0      |
| Bayern Monachium      | Bundesliga            | 1993/94               | 32    | 0      |
| Łącznie w Bundeslidze | Łącznie w Bundeslidze | Łącznie w Bundeslidze | 216   | 0      |
| Beşiktaş JK           | Süper Lig             | 1994/95               | 33    | 0      |
| Beşiktaş JK           | Süper Lig             | 1995/96               | 8     | 0      |
| Łącznie w Superlidze  | Łącznie w Superlidze  | Łącznie w Superlidze  | 41    | 0      |

## Kariera reprezentacyjna
W latach 1984–1985 Aumann rozegrał 7 meczów w młodzieżowej reprezentacji RFN U-21. Natomiast w pierwszej reprezentacji zadebiutował 6 września 1989 roku w zremisowanym 1:1 towarzyskim spotkaniu z Irlandią. W 1990 roku został powołany przez selekcjonera Franza Beckenbauera do kadry na Mistrzostwa Świata we Włoszech, jednak był tam tylko rezerwowym dla Bodo Illgnera i nie wystąpił w żadnym spotkaniu, a zawodnicy RFN wywalczyli tytuł mistrzów świata. W październiku przeciwko Szwecji (3:1) rozegrał ostatni mecz w kadrze narodowej. Łącznie wystąpił w niej 4 razy.